# Gianfranco Dalla Barba
Gianfranco Dalla Barba (* 11. Juni 1957 in Padua; † 21. November 2024 ebenda) war ein italienischer Säbelfechter und Neurologe.

## Leben

### Erfolge im Sport
Gianfranco Dalla Barba wurde 1983 in Wien im Einzel sowie jeweils 1979 in Melbourne und 1982 in Rom mit der Mannschaft Vizeweltmeister. Mit dieser gewann er zudem 1978 in Hamburg und 1983 in Wien Bronze. Dalla Barba nahm an zwei Olympischen Spielen teil: 1984 stand er mit der italienischen Equipe in Los Angeles im Finalkampf, in dem Frankreich mit 9:3 bezwungen wurde. Somit wurde er zusammen mit Angelo Arcidiacono, Ferdinando Meglio, Marco Marin und Giovanni Scalzo Olympiasieger. Die Einzelkonkurrenz schloss er auf dem neunten Rang ab. Eine weitere Medaille gewann Dalla Barba 1988 in Seoul, als er sich mit Massimo Cavaliere, Ferdinando Meglio, Marco Marin und Giovanni Scalzo im Mannschaftswettbewerb Bronze sicherte. Im Einzel wurde er Zehnter, nachdem er wie schon 1984 in der zweiten Runde der Hoffnungsrunde ausgeschieden war. 1982 und 1984 wurde er italienischer Meister im Einzel.

### Wissenschaftliche Tätigkeit
Nach seinem Medizinstudium und der Spezialisierung in Neurologie an der Universität Padua war Dalla Barba in Paris als Wissenschaftler an der damals von François Boller geleiteten Abteilung für Neurologie des Institut national de la santé et de la recherche médicale (INSERM) tätig. Ab 2007 war er parallel dazu auch außerordentlicher Professor für Neuropsychologie an der Universität Triest. Schwerpunkt seiner Forschung waren Störungen des Gedächtnisses durch Hirnschäden.
Dalla Barba starb im Alter von 67 Jahren an einem Herzstillstand.

## Veröffentlichungen (Auswahl)

### Monographien
- Memory, consciousness, and temporality. 2002, ISBN 0-7923-7525-4

### Aufsätze in Zeitschriften
- Gianfranco Dalla Barba, Valentina La Corte: A neurophenomenological model for the role of the hippocampus in temporal consciousness. Evidence from confabulation. In: Frontiers in Behavioral Neuroscience. Band 9, 2015, doi:10.3389/fnbeh.2015.00218, PMID 26379515, PMC 4549641 (freier Volltext).
- Gianfranco Dalla Barba, Marta Brazzarola, Sara Marangoni, Valentina La Corte: Screening for confabulations with the confabulation screen. In: Neuropsychological Rehabilitation. Band 30, Nr. 1, 2018, S. 116–129, doi:10.1080/09602011.2018.1464475, PMID 29688124.
- Gianfranco Dalla Barba, Barbara Nogier, Christina Rogan, Michel Kalafat, Geoffroy Gagliardi, Marion Houot, Valentina La Corte: Episodic memory false recognition for familiar information in Alzheimer’s disease. In: Journal of Clinical and Experimental Neuropsychology. Band 43, Nr. 6, 2021, S. 579–598, doi:10.1080/13803395.2021.1975655, PMID 34713758.